# ぅ
ぅ、ゥは、日本語の仮名のひとつである。前の音と組み合わせ1モーラを形成する場合と、単独で1モーラを形成する場合がある。う、ウを小書きにした文字で、主に外来語や方言において使用される。
- 前の音があ段の音の場合は、清音と同じように扱う。
- 前の音がい段の音の場合は、前の音と繋げて1モーラとし、場合によっては拗音と同じになる。
- 前の音がう段の音の場合は、長音と同じように扱う。
- 前の音がえ段の音の場合は、清音と同じように扱う。
- 前の音がお段の音の場合は、前の音と繋げて1モーラとする場合と、お段の音を長音にした音と同じになる場合がある。
- 前の音がんの場合や無い場合は、清音と同じように扱う。

## ぅ に関わる諸事項
- 「ぅ」は「とぅ」と「どぅ」で使用される場合がほとんどであり、他のケースは少ない。
- 沖縄方言では [wu] の音を「をぅ」で表すことがある。